# موشک جبل طارق
موشک جبل طارق (انگلیسی: Rocket Gibraltar) فیلمی در ژانر درام است که در سال ۱۹۸۸ منتشر شد. از بازیگران آن می‌توان به برت لنکستر، پاتریشا کلارکسون، سوزی آمیس و مکالی کالکین اشاره کرد.